# Aviators de l'Ohio
Maillots
Les Aviators de l'Ohio (officiellement en anglais : Ohio Aviators) est un club américain de rugby à XV basé dans la région métropolitaine de Columbus, dans l'Ohio. Il dispute le PRO Rugby, championnat professionnel aux États-Unis.
Le club est l'un des cinq jouant la saison inaugurale du PRO Rugby. L'organisation PRO Rugby cesse néanmoins ses activités en janvier 2017, avant qu'une seconde saison ne puisse être organisée, conduisant à la disparition du club.

## Historique
Le 9 février 2016, le PRO Rugby annonce que l'État de l'Ohio est choisi pour accueillir la 4e des cinq équipes destinées à disputer le championnat inaugural.
Le PRO Rugby dévoile le 6 juin 2016 le nom arrêté des cinq équipes : l'équipe de l'Ohio se nomme ainsi les Aviators (en français : aviateurs) en référence aux frères Wright, pionniers de l'aviation originaire de la région.
Entraînée par Paul Barford, elle évolue alors au Memorial Park.
Après la fin de la saison 2016, quelques jours après la disparition de la franchise des Rush de San Francisco en raison de problèmes d'infrastructures, des tensions entre les instances organisatrices de PRO Rugby et USA Rugby, la fédération américaine de rugby à XV, dues à des négociations infructeuses menées depuis quatre mois, sont dévoilées publiquement. Doug Schoninger, CEO de PRO Rugby, annonce qu'à défaut d'un arrangement entre les deux instances, les contrats de l'ensemble des joueurs des franchises prendraient fin sous 30 jours. La compétition cesse ainsi ses activités au mois de janvier 2017, conduisant à la disparition de la franchise de l'Ohio.